# Jacques Maillot
Jacques Maillot (Besançon, 12 aprile 1962) è un regista e sceneggiatore francese.

## Biografia
Dopo gli studi all'Istituto di studi politici di Lione, lavora come obiettore di coscienza alla Cinémathèque française di Parigi. La passione per il cinema lo porta a dirigere il suo primo cortometraggio, affrontando il primo lavoro distribuito nei cinema nel 1999.

## Filmografia

### Regista
- Des fleurs coupées, cortometraggio (1993)
- 75 centilitres de prière, cortometraggio (1995)
- Corps inflammables, cortometraggio (1995)
- Entre ciel et terre, cortometraggio (1995)
- Le nostre vite felici (Nos vies heureuses) (1999)
- Froid comme l'été (2002)
- Rivals (2008)
- Un singe sur le dos (2009)
- La mer à boire (2012)
- Vivre sans eux (2018)

### Sceneggiatore
- Le nostre vite felici (Nos vies heureuses) (1999)
- Les liens du sang (2008)

## Premi e riconoscimenti

### Festival di Cannes
- 1999 - Candidato alla Palma d'oro per Le nostre vite felici

### Premio César
- 1996 - Candidato a miglior cortometraggio per Corps inflammables

### Premio Jean Vigo
- 1994 - Miglior cortometraggio per 75 centilitres de prière